# Olympische Sommerspiele 2004/Teilnehmer (Burkina Faso)
| Gelbes Symbol für Goldmedaillen mit stilisierten Olympischen Ringen | Graues Symbol für Silbermedaillen mit stilisierten Olympischen Ringen | Braundes Symbol für Bronzemedaillen mit stilisierten Olympischen Ringen |
| ------------------------------------------------------------------- | --------------------------------------------------------------------- | ----------------------------------------------------------------------- |
| —                                                                   | —                                                                     | —                                                                       |

Burkina Faso nahm bei den Olympischen Sommerspielen 2004 in der griechischen Hauptstadt Athen mit fünf Athleten teil.
Seit 1988 war es die fünfte Teilnahme eines burkinischen Teams bei Olympischen Sommerspielen.

## Teilnehmer nach Sportarten

### Judo
- Hanatou Ouélgo
Damen, Superleichtgewicht

### Leichtathletik
- Aïssata Soulama
Damen, 400 m Hürden

- Idrissa Sanou
Herren, 100 m

- Olivier Sanou
Herren, Dreisprung

### Schwimmen
- Mamadou Ouédraogo